# Пайович, Томислав
Томислав Пайович (серб. Томислав Пајовић; род. 15 марта 1986, Титово-Ужице) — сербский футболист, защитник.
В первые годы карьеры выступал за белградский «Партизан». Был отдан в аренду этим клубом в команды «Телеоптик», «Динамо Вране». Также выступал за другие сербские клубы, наиболее известные среди которых «Бежания», «Чукарички» и «Земун».
Также выступал за молдавский «Шериф», за израильские клубы «Хапоэль Беэр-Шева» и «Маккаби Реховот», за венгерский «Вашаш», за черногорский «Будучност Подгорица»
Выступал за юношескую сборную Сербии и Черногории в начале 2000-х годов. Также сыграл один матч в 2008 году за молодёжную сборную Сербии.